# Paweł Wolski-Brodziński
Paweł Wolski-Brodziński (ur. 1970) – polski działacz ewangelicki, prezes Konsystorza Kościoła Ewangelicko-Reformowanego w RP w latach 2010–2013 oraz prezes Synodu Kościoła Ewangelicko-Reformowanego w RP w kadencji 2020–2024.

## Życiorys
Jest absolwentem fizyki na Uniwersytecie Łódzkim. Mieszka i pracuje w Krakowie. W latach 2010–2013 piastował funkcję prezesa Konsystorza Ewangelicko-Reformowanego w RP. Udzielał się również jako kaznodzieja świecki. Podczas wiosennej sesji synodu Kościoła w maju 2019 został wybrany na prezesa Synodu Kościoła Ewangelicko-Reformowanego w RP w kadencji 2020–2024. Na krótko przed obradami Synodu w maju 2024 zrezygnował z pełnionej funkcji prezesa Synodu.
Jest żonaty i ma dwie córki.